# Muriel Barbery

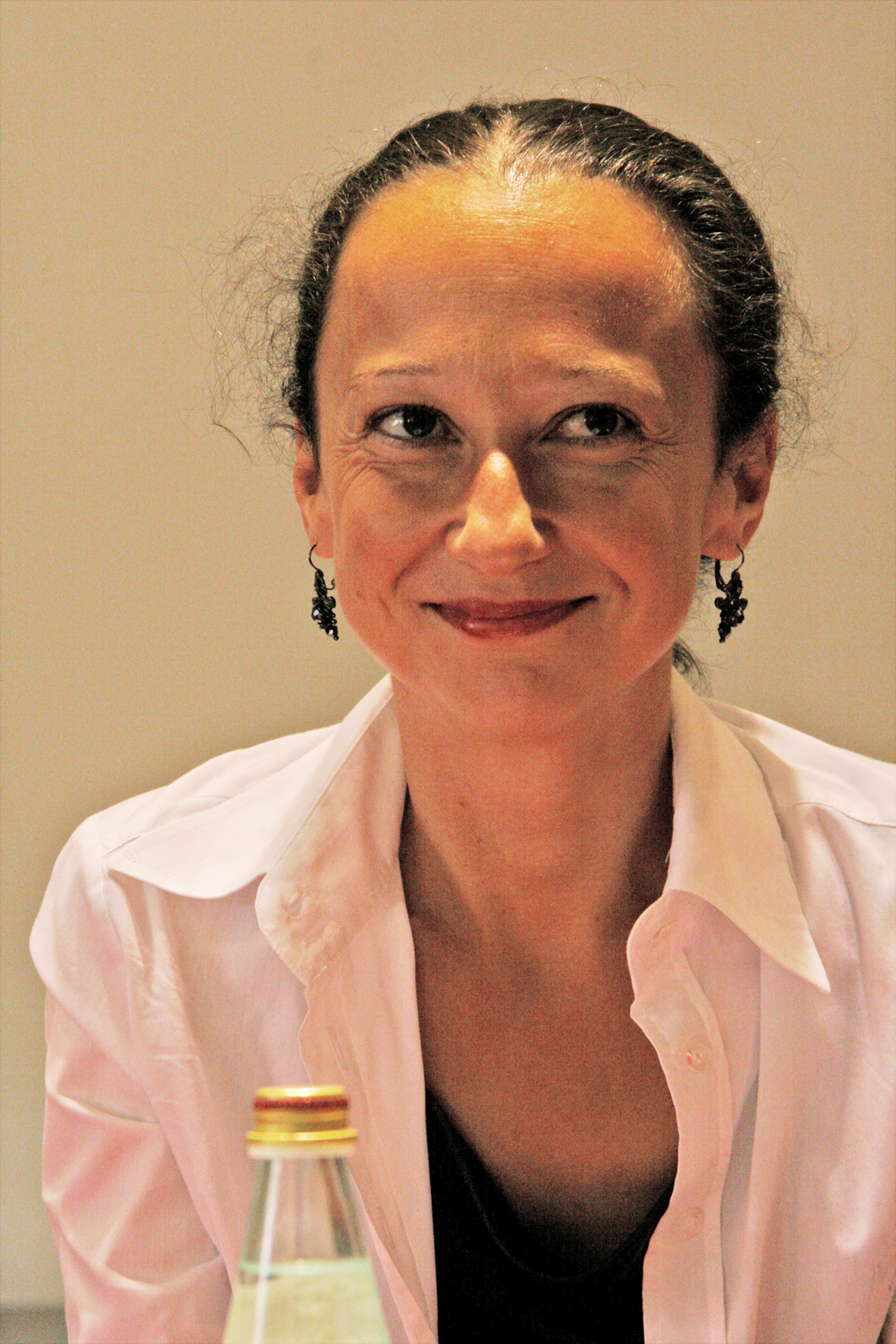
Muriel Barbery (2009)

Muriel Barbery (* 28. Mai 1969 in Casablanca, Marokko) ist eine französische Professorin der Philosophie und Schriftstellerin.

## Leben
Muriel Barbery absolvierte die École normale supérieure, eine Pariser Elite-Hochschule, und unterrichtete Philosophie am IUFM, dem Institut universitaire de formation des maîtres, von Saint-Lô.
Im Jahr 2000 sandte sie per Post auf Drängen ihres Mannes Stéphane, eines Psychologen, das Manuskript ihres ersten Romans Die letzte Delikatesse an Éditions Gallimard. Der Roman über einen virtuosen Gastronomiekritiker wurde in 14 Sprachen übersetzt.
Ihr zweiter Roman Die Eleganz des Igels erschien 2006 beim selben Verlag und wurde mit über 700.000 verkauften Exemplaren und mit 31 Übersetzungen ein sehr großer kommerzieller Erfolg und der literarische Bestseller 2007 in Frankreich. Die deutschsprachige Übersetzung, die 2008 bis auf Platz 5 der Spiegel-Bestsellerliste vorrückte, kam im Januar 2009 in 10. Auflage in den Buchhandel.
Für beide Romane wurde die Autorin mit zahlreichen Preisen ausgezeichnet.
Muriel Barbery indes entzog sich allem Bestseller-Rummel: Der Erfolg des zweiten Romans ermöglichte es ihr finanziell, sich beurlauben zu lassen; sie ist bis auf weiteres nach Japan gezogen und lebt zurzeit in Kyōto.

## Werke
- Une Gourmandise. Roman, Gallimard, 2000
  - deutsch: Die letzte Delikatesse. Roman, übersetzt von Gabriela Zehnder, Edition Epoca, Zürich 2001 (ISBN 3-905513-24-2), Taschenbuchausgaben: Fischer, Frankfurt am Main 2004 (ISBN 3-596-16084-7) und dtv, München 2009 (ISBN 978-3-423-13759-1)
- L’Elégance du hérisson. Roman, Gallimard, 2006
  - deutsch: Die Eleganz des Igels. Roman, Übers. Gabriela Zehnder, dtv, München 2008, ISBN 978-3-423-24658-3; wieder 2009, ISBN 978-3-423-13814-7; Großdruck 2011, ISBN 978-3-423-25313-0
  - Auszug: Bei der Concierge, in Blau, weiß, rot. Frankreich erzählt. Hg. Olga Mannheimer. dtv, München 2017, ISBN 3-423-26152-8 S. 301–307
  - Hörbuch: Stimmen Anna und Katharina Thalbach, Regie Thomas Krüger, Hörbuch Hamburg 2010, ISBN 978-3-86909-041-2 (6 CDs, gekürzte Fassung)
- La vie des elfes. Roman, Gallimard, 2015
  - deutsch: Das Leben der Elfen. Roman, Übers. Gabriela Zehnder, dtv, München 2016, ISBN 978-3-423-28074-7
  - als Hörbuch: gelesen von Julia Jäger, GoyaLit, Hamburg 2016, ISBN 978-3-8337-3580-6 (5 CDs, gekürzte Fassung)
- Une Rose seule. Roman, Actes Sud, 2020
  - deutsch: Eine Rose allein. Roman, übersetzt von Norma Cassau, List/Ullstein, Berlin 2022 (ISBN 978-3-471-36046-0)

## Verfilmungen
- 2009: Die Eleganz der Madame Michel (Le hérisson)

## Preise
Für Une gourmandise:
- Prix du Meilleur Livre de Littérature gourmande
- Prix les plus connus mais il faut signaler
- Prix Bacchus-BSN

Für L’élégance du hérisson:
- Prix Georges Brassens 2006
- Prix Rotary International 2007
- Prix des libraires 2007
- Prix Vivre Livre des Lecteurs de Val d’Isère 2007
- Prix de l’Armitière (Rouen)
- Prix Au fil de mars (Université de Bretagne Sud)
- Prix littéraire de la Ville de Caen 2007